# ヴラジーミル・スミルノフ
ヴラジーミル・スミルノフ（Vladimir Mikhaylovich Smirnov、ロシア語: Влади́мир Миха́йлович Смирно́в、1964年3月7日 - ）は、ソビエト連邦、カザフ・ソビエト社会主義共和国Shchuchinsk（現在のカザフスタン共和国、アクモラ州Shchuchinsk）出身の元クロスカントリースキー選手。
1980年代から1991年のソビエト連邦崩壊まではソ連代表、カザフスタン独立以後はカザフスタン代表として国際大会で活躍した。

## プロフィール
1982年12月18日の15kmのレースでクロスカントリースキー・ワールドカップデビュー、17位となった。1985年ノルディックスキー世界選手権では15kmクラシカルで16位、1986年2月23日に15kmのレースでワールドカップ初勝利を果たした。
1987年ノルディックスキー世界選手権では15km5位、4×10kmリレーでは銀メダルを獲得した。1988年カルガリーオリンピックでは30kmで銀メダル、15kmで銅メダルの2個のメダルを獲得した。
1989年ノルディックスキー世界選手権30kmで初めて金メダルを獲得、1991年ノルディックスキー世界選手権では30km銀、15km銅メダルを獲得し、1990-1991シーズンのワールドカップ総合優勝を達成した。1991年12月、母国カザフスタンがソビエト連邦から独立、以後カザフスタン代表として活躍を続けた。
1994年リレハンメルオリンピックでは50kmで金メダル、10kmとパシュートで銀メダルを獲得、1993-1994シーズンのワールドカップ総合で優勝（自身2度目）、ホルメンコーレンスキー大会でも15kmで優勝し、これらの顕著な活躍により1994年のホルメンコーレン・メダルを受章（リュボーフィ・エゴロワ、エスペン・ブレーデセンと同時受章）した 。
1995年ノルディックスキー世界選手権では10km、30km、パシュートと金メダルを3つ獲得、50kmでも銅メダルを獲得した。
1998年長野オリンピックでは開会式で旗手を務め、競技ではパシュートで銅メダルを獲得、10kmで4位に入るなどした。
1999年のアジア冬季競技大会では個人15kmと4×10kmリレーで金メダル、個人30kmで銀メダルを獲得。このシーズン限りで現役を引退した。
ワールドカップ通算30勝（2位21回、3位15回）
現役引退後は国際バイアスロン連合の副会長、1998年から2004年まで国際オリンピック委員会委員、また2014年冬季オリンピックアルマトイ招致委員会委員長を務めるなどした。